# 동흥항
동흥항(東興港)은 경상남도 남해군 설천면 문의리에 있는 어항이다. 2002년 8월 6일 어촌정주어항으로 지정하여 관리하고 있다. 시설관리자는 남해군수이다.

## 어항 연혁
- 1944년 문의에서 분동되면서 동쪽에 부자마을이 생긴다는 염원에서 동흥(東興)이라는 이름을 지었다고 한다.

## 어항 시설
- 선착장 L=187m, B=5.5m, 호안 L=350, B=5m

## 주요 어종
- 숭어, 도다리, 노래미, 감성돔, 패각류 등